# The Rembrandts
The Rembrandts – amerykańska grupa rockowa, założona przez Phila Solema i Danny'ego Wilde w r. 1989. Muzycy poprzednio pracowali ze sobą w projekcie muzycznym Great Buildings w r. 1981.
Największy sukces przyniósł im przebój I'll Be There for You (1995), będący tematem przewodnim popularnego amerykańskiego serialu telewizyjnego Przyjaciele. Wydany na singlu, osiągnął 17. miejsce na liście Billboardu. Ich pierwszym wielkim hitem była w 1990 roku piosenka „Just the Way It Is, Baby”, która osiągnęła 14. miejsce wśród singli na liście przebojów tygodnika Billboard. Na brytyjskiej liście przebojów zajął 3. miejsce w 1995 roku i 7. w 1997. Zespół rozpadł się w roku 1996 wskutek odejścia Phila Solema. Od 2000 roku muzycy znów występują razem.

## Członkowie
- Phil Solem (ur. 1 lipca 1956, Duluth, Minnesota)
- Danny Wilde (ur. 3 czerwca 1956, Maine)

## Dyskografia
- The Rembrandts
- Untitled
- LP (1995)
- Spin This (Danny Wilde + The Rembrandts)
- Lost Together
- Choice Picks
- Greatest Hits